# Tommy Oliver
Tommy Oliver est un personnage récurrent de la série Power Rangers, qui apparaît dans plusieurs des saisons.
Originellement introduit comme un antagoniste dans Power Rangers : Mighty Morphin sous les traits du premier Ranger Vert de la saga, Tommy change en cours de saison de camp pour devenir un des protagonistes. Il est depuis devenu un personnage mythique de la saga, et est réapparu dans différentes saisons sous différentes couleurs de ranger. Dans toutes ses apparitions, il a été joué par l'acteur Jason David Frank.

## Biographie fictive

### Power Rangers: Mighty Morphin
Tommy Oliver apparaît pour la première fois dans Power Rangers : Mighty Morphin. Nouveau venu au collège d'Angel Grove, il affronte Jason Lee Scott, ranger rouge et leader des Power Rangers, dans un tournoi d'arts martiaux. Ses capacités se révélèrent égales à celles de Jason, attirant à la fois l'attention de la Ranger Rose Kimberly et de la Sorcière Rita Repulsa. Impressionnée par les prouesses du garçon, Rita captura Tommy et lui fit subir un sort destiné à s'assurer sa loyauté. Elle le dota ensuite de sa propre version des pouvoirs des Power Rangers, faisant de lui le Ranger Vert. Après avoir testé ses compétences dans une bataille avec ses subordonnés, elle lui confia la mission d'éliminer Zordon, son Centre de Commandement et les Power Rangers, afin de faciliter la conquête.
Tommy réussit la plupart de ses missions, éliminant apparemment Zordon, démolissant le centre de commandement, et infectant le robot Alpha avec un virus qui éjecta les Power Rangers de leur propre Mégazord. Ses pouvoirs lui conféraient un équipement additionnel absent chez les autres rangers, le Bouclier du Dragon, qui lui permettait de guérir plus rapidement et de renvoyer des attaques. Il s'avéra à lui seul capable de tenir tête à tous les Rangers à la fois, seulement pour fuir face à leur Mégazord.
Plus tard, lorsque Scorpina, récemment libérée, commença à commettre des ravages avec Goldar, Rita fit grandir le Ranger Vert pour qu'il se joigne à eux. Le trio vainquit aisément le Mégazord, et jeta sa carcasse dans le magma du centre de la Terre. Après cette victoire, Tommy invoqua son propre Zord, le Dragonzord, et l'envoya raser la ville d'Angel Grove, désormais sans défense. Cependant, Zordon, fraichement ressuscité, révéla que la lave du centre de la Terre avait naturellement soigné les Zords au lieu de les détruire, et les rendit aux Power Rangers. Une fois le Dragonzord vaincu par le Mégazord, Jason affronta Tommy dans une dernière bataille, et détruisit l'Epée des Ténèbres, une arme que Rita utilisait pour maintenir son emprise sur son Ranger. Redevenu lui-même et désireux de se racheter, Tommy accepta de continuer à combattre sous les ordres de Zordon pour s'opposer à Rita. En cours de série, il développa des sentiments pour Kimberly.
Lorsqu'il était sous l'emprise de Rita, Tommy avait touché une sorte de cire magique qui commença à consumer ses pouvoirs. Pour empêcher Rita de les reprendre, il confia le médaillon du dragon à Jason. Il revient à partir de l'épisode 49 pour aider les Power Rangers démuni de leur médaillon puis jusqu'à la fin des épisodes de la saison 1 pour réutiliser ses pouvoirs.
Le Seigneur Zedd fit son apparition dans la saison 2. Ayant appris les échecs de Rita face aux Rangers, il la bannit dans l'espace.
C'est à ce moment-là que Tommy commença à perdre ses pouvoirs de Ranger vert. Grâce à Zordon et Alpha, il gagna les pouvoirs de Ranger blanc. Zedd fera fabriquer un clone de Tommy avec le costume du Ranger vert. Ce dernier affronte le véritable Tommy pour ensuite se faire passer pour lui au sein des Rangers.
| Acteur            | Personnage   | Ranger               | Armes           | Véhicule            | Zords                                   | Armures            |
| ----------------- | ------------ | -------------------- | --------------- | ------------------- | --------------------------------------- | ------------------ |
| Jason David Frank | Tommy Oliver | Ranger Vert          | Dague du Dragon |                     | DragonZord                              | Bouclier du Dragon |
| Jason David Frank | Tommy Oliver | (Ninja) Ranger Blanc | Saba            | Moto Requin Blanche | TigreZord, FauconZord, ShogunZord Blanc | Armure Métallique  |

### Power Rangers: Zeo
Tommy Oliver est le ranger rouge Zeo, donc le chef de l'équipe, qui acheva l'empire des machines avec l'intervention du ranger doré Jason. Billy les quitta pour rejoindre son amour sur Acquitar. Leurs pouvoirs s'atténuent lors de l'arrivée de Divatox. Il est toujours amoureux de Kimberly, mais lorsqu'elle lui apprend qu'elle a trouvé l'homme de sa vie, il succombe d'abord à Heather avant de sortir avec Katherine
| Acteur            | Personnage   | Ranger             | Zords                                              | Arme        | Pouvoir             | Véhicule        |
| ----------------- | ------------ | ------------------ | -------------------------------------------------- | ----------- | ------------------- | --------------- |
| Jason David Frank | Tommy Oliver | Zeo Ranger V Rouge | Zeo Zord V, Zord de Combat Rouge, Super Zeo Zord V | Sabre Laser | Zeo Pouvoir d'Envol | Zeo Cyclo Jet V |

### Power Rangers: Turbo
Tommy Oliver est une fois de plus le ranger rouge et le chef d'équipe. Cette saison inclut de nombreux changements : le départ de Zordon et de Alpha 5, qui laissent leurs places à Alpha 6 et Dimitria ; Rocky de Santos qui part pour ouvrir un dojo ; et la plupart des rangers ayant atteint l'âge mur. Tommy Oliver laisse sa place à TJ Johnson, le futur ranger Bleu de l'espace.
| Acteur            | Personnage             | Ranger             | Armes                                           | Véhicule                    | Zords         | Equipements   |
| ----------------- | ---------------------- | ------------------ | ----------------------------------------------- | --------------------------- | ------------- | ------------- |
| Jason David Frank | Thomas "Tommy" Olivier | Ranger Turbo Rouge | Auto Blaster, Turbo Epée, Turbo Glaive Lumineux | Turbo Kart 1, Red Lightning | Red Lightning | Morpher Turbo |

### Power Rangers: Force animale
Dans l'épisode Rouge pour toujours de Power Rangers : Force animale, on voit les dix premiers Rangers rouges, avec entre autres Tommy Oliver en tant que Ranger Zeo.
| Acteur            | Personnage   | Ranger             | Zords                                              | Arme        | Pouvoir             | Véhicule        |
| ----------------- | ------------ | ------------------ | -------------------------------------------------- | ----------- | ------------------- | --------------- |
| Jason David Frank | Tommy Oliver | Zeo Ranger V Rouge | Zeo Zord V, Zord de Combat Rouge, Super Zeo Zord V | Sabre Laser | Zeo Pouvoir d'Envol | Zeo Cyclo Jet V |

### Power Rangers: Dino Tonnerre
Tommy Oliver vit dans la ville fictive de Reefside et est devenu un professeur de lycée qui recrute 3 jeunes pour sauver le monde.
| Acteur            | Nom          | Hobbie                 | Ranger           | Pouvoir      | Zords                                                                      | Arme          | Véhicule                           | Armure          | Équipements  |
| ----------------- | ------------ | ---------------------- | ---------------- | ------------ | -------------------------------------------------------------------------- | ------------- | ---------------------------------- | --------------- | ------------ |
| Jason David Frank | Tommy Oliver | Arts Martiaux, Science | Dino Ranger Noir | Invisibilité | BrachioZord, CephaloZord, DimetroZord, ParasaurZord, AnkyloZord, StegoZord | Lance Brachio | Raptor Ranger Noir, Quad Dino Noir | Mode Super Dino | Dino Morpher |

### Power Rangers: Super Megaforce
Tommy revient en tant que Power Ranger Vert et Blanc Mighty Morphin avec tous les Rangers légendaires pour la bataille finale des Power Rangers Super Megaforce contre l'Armada.
| Acteur            | Personnage   | Ranger                      | Armes           | Armures            |
| ----------------- | ------------ | --------------------------- | --------------- | ------------------ |
| Jason David Frank | Tommy Oliver | Ranger Vert Mighty Morphin  | Dague du Dragon | Bouclier du Dragon |
| Jason David Frank | Tommy Oliver | Ranger Blanc Mighty Morphin | Saba            |                    |

### Power Rangers: Super Ninja Steel
Tommy vit toujours à Reefside. On apprend aussi qu'il est devenu professeur de karaté et qu'il a eu un fils avec Katherine, qui sera destiné à être un Power Ranger dans l'avenir confirmant l'épisode de Power Rangers Zeo (Joyeux Noël). Il utilise un Master Morpher qui lui permet de se transformer en toutes ses formes de Ranger qu'il a endossé, excepté la forme de Power Ranger Turbo Rouge.
| Acteur            | Nom                             | Morpher        | Rangers                     | Super-pouvoirs | Armes                              | Zords            |
| ----------------- | ------------------------------- | -------------- | --------------------------- | -------------- | ---------------------------------- | ---------------- |
| Jason David Frank | Docteur Thomas « Tommy » Oliver | Master Morpher | Dino Ranger Noir            | Invisibilité   | Lance Brachio                      | Non utilisé      |
| Jason David Frank | Docteur Thomas « Tommy » Oliver | Master Morpher | Ranger Vert Mighty Morphin  | Aucun          | Bouclier du Dragon Dague du dragon | Non utilisé      |
| Jason David Frank | Docteur Thomas « Tommy » Oliver | Master Morpher | Ranger Blanc Mighty Morphin | Aucun          | Saba                               | Ninjazord Faucon |
| Jason David Frank | Docteur Thomas « Tommy » Oliver | Master Morpher | Ranger Zeo V Rouge          | Aucun          | Sabre-laser                        | Non utilisé      |

### Fin de carrière

#### Power Rangers Zeo
Dans l'épisode de Power Rangers Zeo (Joyeux Noël), nous apprenons que Tommy finit sa vie avec Katherine, ils ont au moins 2 petits fils, un très jeune (à qui il raconte l'histoire de l'épisode) et l'autre environ 20 ans. Lorsque ce dernier vient chercher son petit frère, la sonnerie de son communicateur retentit. Ses grands parents comprennent qu'être un Power Rangers est de famille.

#### Soul of the Dragon
Dans le comic Soul of the Dragon de Boom! Studios, nous apprenons que Tommy a laissé tombé le manteau du Ranger Vert originel depuis vingt ans et nous découvrons qu’il a bien eu son fils avec Kat qui s'appelle JJ, que celui-ci fait partie de la SPD et s’entraîne en tant que cadet.
Mais quand il va disparaître, Tommy va partir pour une dernière mission périlleuse à travers le temps et l’espace pour le retrouver et va donc faire appel à des amis, des connaissances et même quelques vieux ennemis.
À la fin de l'histoire, Tommy prendra sa retraite de façon définitive puisque son fils deviendra en quelque sorte son héritier en tant que Ranger,. JJ sera promu au rang de Ranger SPD vert et héritera même du bouclier du Dragon de son père, ce qui fait que c'est la première fois qu’un ranger d'une autre équipe autre que Mighty Morphin porte ce bouclier.
| Acteur            | Nom                             | Morpher        | Rangers                     | Super-pouvoirs | Armes                                         |
| ----------------- | ------------------------------- | -------------- | --------------------------- | -------------- | --------------------------------------------- |
| Jason David Frank | Docteur Thomas « Tommy » Oliver | Master Morpher | Dino Ranger Noir            | Invisibilité   | Lance Brachio                                 |
| Jason David Frank | Docteur Thomas « Tommy » Oliver | Master Morpher | Ranger Vert Mighty Morphin  | Aucun          | Bouclier du Dragon Dague du dragon            |
| Jason David Frank | Docteur Thomas « Tommy » Oliver | Master Morpher | Ranger Blanc Mighty Morphin | Aucun          | Saba                                          |
| Jason David Frank | Docteur Thomas « Tommy » Oliver | Master Morpher | Ranger Zeo V Rouge          | Aucun          | Sabre-laser                                   |
| Jason David Frank | Docteur Thomas « Tommy » Oliver | Master Morpher | Ranger Turbo Rouge          | Aucun          | Auto Blaster Turbo Épée Turbo Glaive Lumineux |

### Autres séries
De tous les Rangers du 34e épisode de Power Rangers : Super Police Delta (Voyage dans le temps), Tommy est l'un des seuls à ne pas avoir eu la mémoire effacée par Doggie.

### Cinéma

#### Power Rangers, le film
Tommy apparaît sous les traits du Ranger blanc dans Power Rangers, le film (1995).
| Acteur            | Personnage   | Ranger             | Armes | Zords                |
| ----------------- | ------------ | ------------------ | ----- | -------------------- |
| Jason David Frank | Tommy Oliver | Ninja Ranger Blanc | Saba  | TigreZord FauconZord |

#### Power Rangers Turbo, le film
Dans Power Rangers Turbo, le film, Tommy et Kat sont envoyés pour sauver le sorcier Lerigot du diabolique pirate de l’espace Divatox, qui envisage de ressusciter son mari Maligore, un monstre puissant, afin de conquérir le monde. Tommy, avec les autres Power Rangers - et leur nouveau membre, Justin Stewart, qui remplace Rocky DeSantos en raison d’une blessure récente au dos - se voient attribuer de nouveaux pouvoirs pour se transformer en Turbo Rangers, tandis que Tommy est toujours chef d’équipe en tant que Ranger Turbo Rouge. Ils utilisent leurs nouveaux pouvoirs pour sauver Jason et Kimberly, qui ont été enlevés par Divatox comme des sacrifices pour Maligore, et les sentiments incertains de Tommy pour Kimberly font que le groupe perd presque et à la fin du tournoi, Tommy embrasse Kat.
| Acteur            | Personnage             | Ranger             | Armes                                           | Véhicule                    | Zords         | Équipements   |
| ----------------- | ---------------------- | ------------------ | ----------------------------------------------- | --------------------------- | ------------- | ------------- |
| Jason David Frank | Thomas "Tommy" Olivier | Ranger Turbo Rouge | Auto Blaster, Turbo Epée, Turbo Glaive Lumineux | Turbo Kart 1, Red Lightning | Red Lightning | Morpher Turbo |

#### Power Rangers (2017)
Dans le film Power Rangers de 2017, l'acteur Jason David Frank apparaît en tant que simple citoyen d'Angel Grove,au côté d'Amy Jo Johnson au milieu de la foule face au MegaZord à la fin de la bataille finale.
Tommy Oliver est référencé dans une scène post-générique, mettant en place son rôle de Ranger vert dans les suites à venir. La séquence à mi-crédits comprend un enseignant responsable de la classe de détention du week-end appelant Tommy Oliver, et la caméra se concentrant sur une chaise vide avec une veste verte avec un logo de dragon. Les acteurs du film, ainsi que Frank lui-même, ont exprimé leur intérêt pour une version féminine de la suite,,,.

## Versions alternatives

### Tom Oliver
Tom Oliver est un clone de Tommy Oliver et fut le second Ranger Vert Mighty Morphin. Il est apparu lors de la saison 2 de Power Rangers Mighty Morphin.
Tom Oliver a aussi été interprété à l'écran par Jason David Frank.
| Acteur            | Personnage | Ranger      | Armes           | Zords      | Armures            |
| ----------------- | ---------- | ----------- | --------------- | ---------- | ------------------ |
| Jason David Frank | Tom Oliver | Ranger Vert | Dague du Dragon | DragonZord | Bouclier du Dragon |

### Lord Drakkon
Lord Drakkon est un Tommy Oliver venant d’un univers alternatif. Contrairement à son homologue, Drakkon est maléfique et sociopathe.
L'histoire de Lord Drakkon en tant que Tommy correspond à celle de son homologue principal jusqu'à sa bataille finale contre le Ranger Rouge, Jason Lee Scott. Lorsque Tommy a été libéré de la malédiction de Rita, au lieu de rejoindre Zordon et ses Rangers, Tommy s'est enfui, errant de ville en ville, évitant les Rangers alors qu'ils essayaient de le retrouver.
Rita Repulsa le trouve et lui explique pourquoi elle l'a choisi et qu'il était destiné à faire de grandes choses, à apporter la paix au monde en tant que son leader. Rita lui parle de Drakkon, un autre jeune homme en qui elle voyait un potentiel et qui avait réussi à construire un héritage avec ses conseils. Tommy, intrigué, est parti avec Rita et a continué à la servir. Croyant que Rita voulait améliorer le monde par la conquête, Tommy a aidé Rita à conquérir la Terre. Au fil du temps, leur conquête fit que Rita devint populaire auprès de la population de la Terre.
Finalement, Tommy mena les forces de Rita dans une dernière bataille contre le dernier bataillon des Rangers et des Zords de Zordon, au moment où Zordon était sur le point de créer un nouveau Power Ranger plus puissant que jamais. Tommy a attaqué le centre de commande alors que Jason recevait ce nouveau pouvoir, interrompant le processus avant qu'il ne puisse s'achever. Les deux engagés dans une dernière bataille que Tommy a finalement remporté. Tommy a ensuite volé le nouveau pouvoir pour lui-même et est sorti du centre de commande en tenant le casque brisé de Jason.
Tommy et ses forces ont ensuite vaincu les Power Rangers, détruit leurs zords et conquis avec succès la Terre au nom de Rita Repulsa. Cependant, alors qu'il agissait ainsi au nom de Rita, en réalité, il a tué Rita immédiatement après que les Rangers aient été vaincus et après que la sorcière lui ait enseigné ses sorts, tels que le lavage de cerveau. Tommy est devenu tellement corrompu qu’il a cherché à contrôler le monde par lui-même, plutôt que de servir Rita; comme elle était un obstacle, Tommy l'a enlevée et a acquis la loyauté de Finster, qu'il a transformée en cyborg Finster 5, en utilisant les parties du corps d'Alpha.
Maintenant rebaptisé Lord Drakkon, Tommy s’appuya sur les énergies des médaillons pour créer des Rangers Sentries, des soldats ayant des pouvoirs de Power Rangers et jouant un rôle spécifique dans son armée.
Son costume combine des éléments des costumes des Ranger vert et blanc Mighty Morphin. Drakkon contrôle également un Zord unique appelé Black Dragon. En raison de la chaîne d'événements, y compris les attaques de Lord Drakkon contre l'univers des Power Rangers, cela crée une autre réalité qui diffère de la continuité de la série télévisée.
Il tue aussi Tommy avant de pouvoir devenir le Ranger Blanc. En 2018, Jason David Frank l'a incarné dans les promotions pour les comics Power Rangers de Boom! Studios pour l'arc "Shattered Grid", racontant l'histoire de Drakkon contre toutes les incarnations des Power Rangers et leurs ennemis dans plusieurs multivers.
Pendant le récit, l'esprit de Tommy joue un rôle important dans la défaite de Lord Drakkon avant qu'il ne ressuscite. Tommy gagne le combat contre Lord Drakkon, et ce dernier meurt plutôt que d'accepter une trêve de Tommy. Une fois le multivers restauré, la chronologie est revenue à la manière dont il est censé être tel qu’il est décrit dans la franchise télévisée, sans que personne se souvienne des événements.
Lord Drakkon doit son nom à Rita Repulsa qui l'a nommé ainsi en hommage à l’un de ses anciens généraux qui a conquis de nombreux territoires avant que celui-ci ne se fasse emprisonner par Zordon et comme avec son général à l’époque, Rita mise sur le fait qu’il réussira à détruire les Rangers, Zordon et s’emparer de leurs médaillons.
| Acteur            | Personnage   | Morpher       | Ranger                     | Armes                 | Zords        | Armures                                                               |
| ----------------- | ------------ | ------------- | -------------------------- | --------------------- | ------------ | --------------------------------------------------------------------- |
| Jason David Frank | Tommy Oliver | Transmutateur | Ranger Vert (anciennement) | Dague du Dragon       | DragonZord   | Bouclier du Dragon                                                    |
| Jason David Frank | Tommy Oliver | Transmutateur | Lord Drakkon               | Dague du Dragon, Saba | Black Dragon | Evolution I (Samurai) Evolution II (Zeo) Evolution III (Forme ultime) |